# Louis Huard
Pour les articles homonymes, voir Huard.
Louis Huard, né à Aix-en-Provence en 1814 et mort à Londres en 1874, est un artiste peintre, un dessinateur et un illustrateur belge.

## Biographie
Louis Alexis Huard naît à Aix-en-Provence le 1er janvier 1814, fils naturel d'Aimée Claudine Huard, une artiste âgée de 22 ans native de Paris et qui résidait alors au n° 15 de la rue de l'Opéra.
Il épouse à Bruxelles le 16 juin 1841 Marie Palmire Berlot dit Sacré, de Bruxelles où elle était née en 1816, et où elle habitait au n° 15 de la rue Montagne du Parc. Celle-ci était la fille de Charles Berlot dit Sacré, mort à Saint-Josse-ten-Noode en 1831, qui fut maître de danse à la Cour, et la sœur de Louis Berlot dit Sacré qui fut chef d'orchestre et directeur des bals de la Cour.
Après avoir longtemps vécu à Bruxelles, Louis Huard s'établit à Londres où il fut l'illustrateur de plusieurs revues.
Louis Huard fut membre de la Société des agathopèdes, société bruxelloise savante autant que secrète, où il portait le surnom de Grimbert le Blaireau, issu du Roman de Renart.
Il est mort à Londres le 20 septembre 1874, et le journal L'Indépendance belge du 26 septembre 1874 relata son décès : 
Un artiste distingué bien connu à Bruxelles, M. Louis-Alexis Huard, l’habile dessinateur, vient d’être subitement enlevé à l’affection de sa famille. Né à Aix, en Provence, il est mort à Londres, le 20 de ce mois. Il avait passé sa jeunesse en Belgique où son esprit n’était pas moins apprécié que son talent. Plus tard, il était allé se fixer à Londres où le premier journal illustré de l’Angleterre se l’attacha immédiatement. Pendant plus de quinze ans on a pu admirer dans l’Illustrated London News la verve et la fécondité de ce crayon spirituel et observateur. Louis Huard laisse dans la désolation une nombreuse famille.

## Œuvre

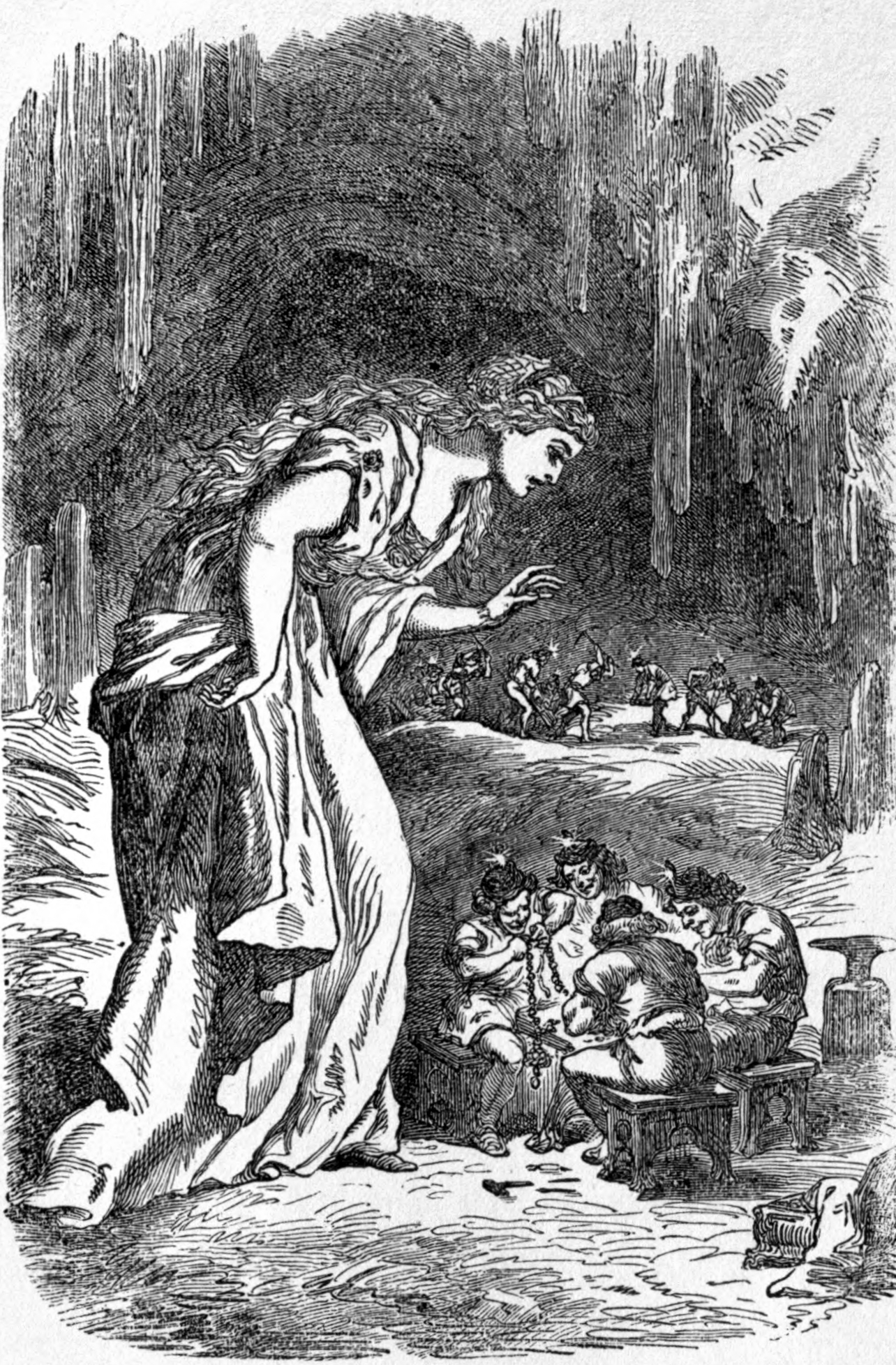
Freya au caves des nains (1891) par Louis Huard

Louis Huard était un peintre de paysages, de natures mortes, de tableaux de genre et de compositions historiques qui pratiquait l'aquarelle et le pastel.
Entre 1835 et 1842, Louis Huard collabora avec Charles Baugniet pour produire des portraits devant orner la Chambre des représentants belge. Baugniet en réalisa la majorité, Huart en grava six.

## Expositions
Louis Huard expose au Salon national de Bruxelles de 1842 : Le Retour de la promenade, Le coup de vent et Tommato Campanella.

## Dans les collections muséales
Le Cabinet des estampes de la Bibliothèque royale de Belgique possède quelques œuvres de Louis Huard.